# Паулиньо
Жозе Пауло Безера Масиел Жуниор (на португалски: José Paulo Bezerra Maciel Júnior), познат като Паулиньо е бивш бразилски футболист, който играеше като полузащитник.

## Кариера

### Ранна
Паулиньо започва кариерата си в школата на Гремио Осаско през 2004 г. След като не успява да пробие в първия отбор, той преминава в литовския ФК Вилнюс през 2006 г. Играе добре за клуба през двата си сезона в Литва, отбелязвайки 5 гола от 38 мача, но в края на кампанията през 2007 г. ФК Вилнюс изпада във втора дивизия и Паулиньо напуска клуба, като се премества в Полша, подписвайки с Лодз от Екстракласа. След един сезон в Полша, където Паулиньо прави 17 участия в лигата, той се завръща в Бразилия и първия си клуб Гремио Осаско през лятото на 2008 г. След един успешен сезон, той преминава в Брагантино през 2009 г.

### Коринтианс
Докато играе за Брагантино, той привлича вниманието на гигантите от Коринтианс и подписва с тях. Първият му гол за клуба е на 30 май 2010 г., влизайки като резерва вкарва за 4:2 срещу Сантос. Той в крайна сметка печели важни турнири като Бразилеао 2011 и Копа Либертадорес през 2012 г., като се превръща в герой на клуба си.
На 16 декември Паулиньо и Коринтианс печелят Световно клубно първенство на ФИФА в Йокохама, като Паоло Гуереро вкарва победния гол за 1:0 над европейските шампиони Челси.

### Тотнъм
На 6 юли 2013 г. Тотнъм подписва с Паулиньо, след като успешно преминава медицинските срещу сума, за която се съобщава, че е под £ 17 милиона. Това е рекордната сума за трансфер на клуба по това време. Той прави своя дебют в Премиършип на 18 август 2013 г. срещу Кристъл Палас, който в крайна сметка е спечелен с 1:0. На 22 август той вкарва първия си гол за клуба в квалификационен мач от Лига Европа срещу Динамо Тбилиси, победа в първия мач с 5:0. Той вкарва първия си гол за клуба във Висшата лига на 22 септември 2013 г. срещу Кардиф Сити, победа с 1:0.

### Гуанджоу Евъргранд
На 30 юни 2015 г. Паулиньо се присъединява към отбора от Китайска суперлига Гуанджоу Евъргранд за 14 млн. евро, като подписва четиригодишна сделка. Той е привлечен по изричното настояване на бившия си треньор в националния отбор Луиш Фелипе Сколари. На 11 юли 2015 г. дебютира при победата с 2:0 срещу Чанчун Ятай, като влиза като резерва на Ханчао в 78-ата минута. На 25 август 2015 г. Паулиньо вкарва първия си гол за Гуанджоу от пряк свободен удар в първия мач на мач от Азиатската шампионска лига срещу японския Кашива Рейсол. На 13 декември 2015 г. Паулиньо вкарва хеттрик срещу Клуб Америка на четвъртфинала на Световната купа по футбол на ФИФА, като класира Евъргранд на полуфинала. През януари 2017 г. Паулиньо удължава договора си с Гуанджоу до 31 декември 2020 г.

### Барселона
На 14 август 2017 г. Барселона обявява сделката с Гуанджоу Евъргранд за покупката на Паулиньо за 40 млн. евро, което е освобождаващата му клауза с китайския отбор. Клаузата му за освобождаване в Барселона е определена на 120 млн. евро. Според Гуанджоу Евъргранд, Барселона прави няколко неуспешни оферти, докато активира клаузата му за освобождаване.
На 26 август 2017 г. той прави дебюта си за Барселона в Ла лига при 2:0 над Депортиво Алавес, заменяйки Андрес Иниеста в 87-ата минута.

### Гуанджоу Евъргранд
На 8 юли 2018 г. преминава в Гуанджоу Евъргранд под наем за година с опция за задължително закупуване.
Прави завръщането си на 18 юли, изигравайки целия мач при домакинската победа с 4:0 над Гуейджоу Хенгфенг. На 29 юли вкарва в своя втори мач от суперлигата при домакинска победа с 5:0 над Чунцин Дангдай Лифан.
На 4 януари 2019 г. Гуанджоу Евъргранд използва опцията за закупуване и подписва с Паулиньо за €42 милиона.
На 21 юни 2021 г. Паулиньо е освободен от договора си по взаимно съгласие поради пандемията от COVID-19.

### Ал-Ахли
На 22 юли 2021 г. Паулиньо преминава в отбора от Саудитската професионална лига Ал-Ахли (Джеда).
На 18 септември 2021 г. прекратява договора си с клуба, посочвайки „неспособността да осигури желаното попълнение за отбора“ като причина.

## Отличия

### Отборни
Коринтианс
- Кампеонато Бразилейро Серия А: 2011
- Кампеонато Паулища: 2013[28]
- Копа Либертадорес: 2012[29]
- Световно клубно първенство на ФИФА: 2012[30]

Гуанджоу Евъргранд
- Китайска суперлига: 2015, 2016, 2019
- Китайска ФА Къп: 2016
- Китайска ФА Суперкупа: 2016, 2017
- Азиатска шампионска лига: 2015

Барселона
- Ла лига: 2017/18
- Купа на краля: 2018

### Международни
Бразилия
- Суперкласико де лас Америкас: 2011,[31] 2012[32]
- Купа на конфедерациите: 2013[33]

### Индивидуални
- Кампеонато Серия А – отбор на годината: 2011, 2012[34]
- Сребърна топка: 2011, 2012[35]
- Купа на конфедерациите – бронзова топка: 2013[36]
- Китайска суперлига – отбор на годината: 2016[37], 2018, 2019
- Китайска суперлига – MVP на годината: 2019[38]